# Marlierea subacuminata
Marlierea subacuminata är en myrtenväxtart som beskrevs av Hjalmar Frederik Christian Kiaerskov. Marlierea subacuminata ingår i släktet Marlierea och familjen myrtenväxter. Inga underarter finns listade i Catalogue of Life.